# Чечин, Леонид Михайлович
Леонид Михайлович Чечин (6 марта 1949, Черновцы — 18 апреля 2020) — советский и казахстанский учёный-физик, доктор физико-математических наук (1994), профессор (1997), член-корреспондент Национальной академии наук РК (2013).

## Биография
Родился 6 марта 1949 года в г. Черновцы. В 1950 г. переехал с родителями в Алма-Ату.
Окончил КазГУ им. С. М. Кирова, теоретическая физика (1971). С 1971 по 1974 год обучался в очной аспирантуре той же кафедры у будущего профессора М. М. Абдильдина.
Работал в Астрофизическом институте им. В. Г. Фесенкова, начальник отдела перспективных астрофизических исследований, в 2004—2010 гг. директор, с 2010 г. главный научный сотрудник.
Кандидатская диссертация: Монадный подход к проблеме движения многих тел в теории тяготения Эйнштейна : диссертация … кандидата физико-математических наук : 01.04.02. — Алма-Ата, 1986. — 130 с. : ил
Докторская диссертация: Движение тел в классических калибровочных полях : диссертация … доктора физико-математических наук : 01.04.02. — Алма-Ата, 1994. — 255 с.
Достижения:
- развил неквантовый вариант единого подхода к проблеме движения в релятивистской физике;
- сформулировал новое направление в космологии — космическая хромодинамика;
- исследовал задачу двух осциллирующих космических струн;
- доказал антигравитационную неустойчивость космического субстрата;
- обосновал эффект индуцированного вращения сферических галактик;
- дал объяснение эффекта вращения Вселенной на основе концепции вакуума;
- обосновал пространственную зависимость параметра космологического ускорения.

Автор 125 научных работ, в том числе 5 монографий.
Доктор физико-математических наук (1994), профессор (1997), член-корреспондент Национальной академии наук РК (2013). Лауреат Государственной премии РК в области науки и техники имени аль-Фараби (2015).
Сочинения: Ғылыми сұхбат әлемi : [Текст] : ғылыми қызметкерлерге арналған орысша-қазақша тiлдескiш / Л. М. Чечин, Т. Қ. Шаңбай. — Түзетiлiп және толықтырылған 2-басылым. — Алматы, 2007. — 215 с.; 21 см; ISBN 5-630-00331-3